# Franz Eybl
Franz Eybl (ur. 1 kwietnia 1806 w Wiedniu, zm. 29 kwietnia 1880 tamże) – austriacki malarz i litograf.

## Życiorys
Urodził się na przedmieściach Wiednia w Gumpendorf przy Große Steingasse 136 (dziś Stumpergasse 55). W 1816 roku, w wieku dziesięciu lat, wstąpił do Akademii Sztuk Pięknych w Wiedniu. Studiował pod kierunkiem Josefa Kliebera i Josefa Mössmera. W latach 1820–1823 studiował pod kierunkiem Giovanniego Battisty Lampiego i Franza Cauciga. Szkicował wtedy antyczne posągi. Do roku 1828 studiował malarstwo historyczne pod kierunkiem Johanna Petera Kraffta. 
W 1825 Eybl wygrał Nagrodę Gundela, a w 1828 roku Nagrodę Lampiego. W 1830 ożenił się z Antonią Jordan. W 1843 Eybl został członkiem Akademii. Eybl zmarł w 1880 roku w Belwederze w Wiedniu, gdzie wtedy mieszkał. Został pochowany na Cmentarzu Centralnym w Wiedniu.

## Twórczość
Franz Eybl malował głównie pejzaże i obrazy o tematyce historycznej. Po roku 1840 był pod wpływem Ferdinanda Georga Waldmüllera, jeśli chodzi o wykorzystanie światła. Był jednym z najważniejszych portrecistów w XIX-wiecznej Austrii.